# Posidonius (kráter)

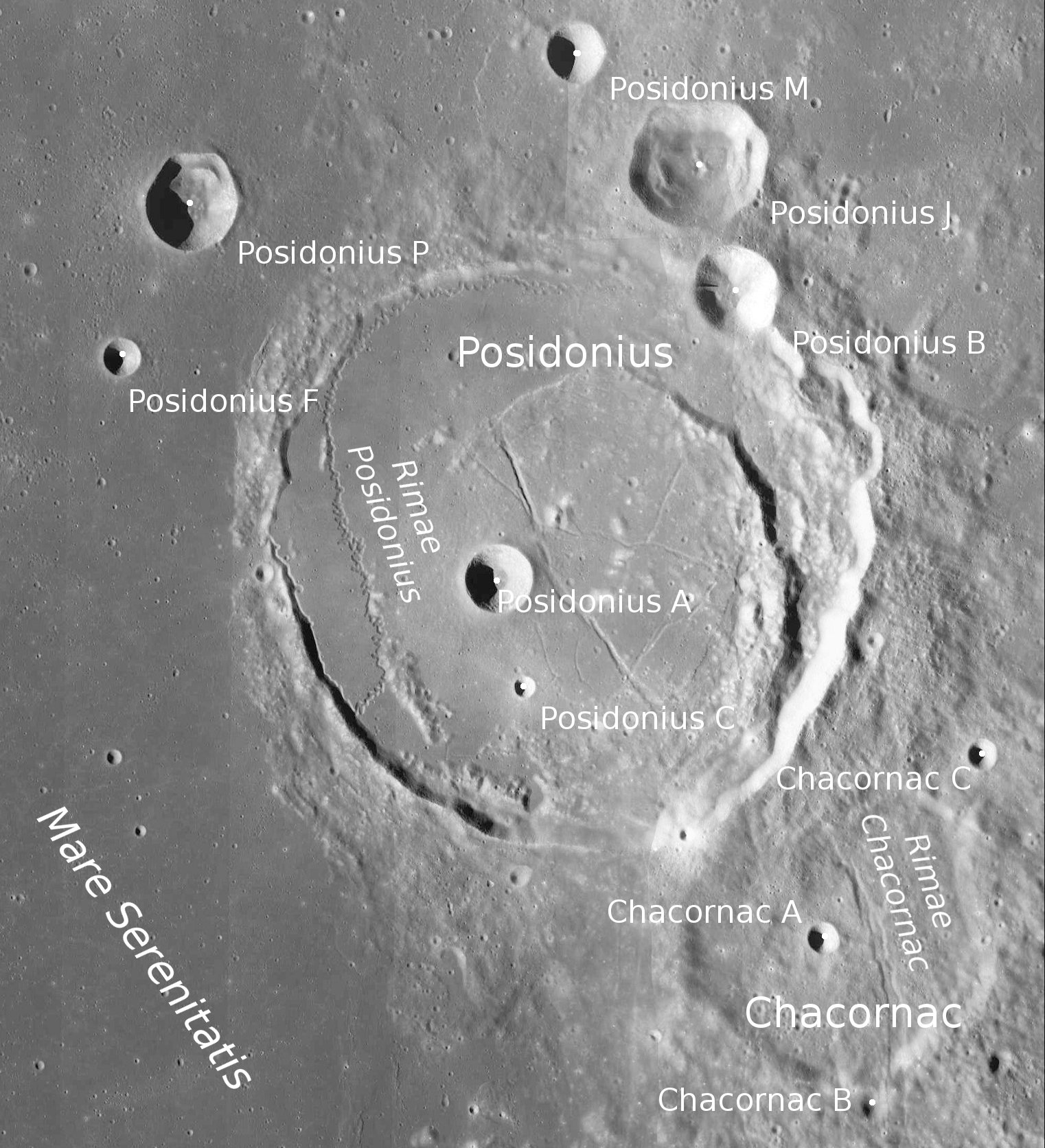
Kráter Posidonius a okolí

Posidonius je kráter typu valové roviny nacházející se na severovýchodním okraji měsíčního moře Mare Serenitatis (Moře jasu) na rozmezí s Lacus Somniorum (Jezero snů) na přivrácené straně Měsíce. Má průměr 95 km, jeho okrajový val je poměrně nízký, neboť dno kráteru bylo v minulosti zalito lávou. Uvnitř něj se nachází brázdy Rimae Posidonius. Na dně Posidonia leží další tzv. satelitní krátery, z nichž největší je Posidonius A a také část okrajového valu dalšího relativně velkého kráteru (většího než satelitní krátery). Posidonius postrádá centrální pahorek.
Posidonius těsně sousedí na jihovýchodě s menším kráterem Chacornac, jižně lze nalézt kráter Le Monnier. Severně se nachází kráter Daniell a západo-severozápadně malý Luther.

## Název
Pojmenován je podle význačného řeckého filosofa a astronoma Poseidónia.

## Satelitní krátery
V okolí kráteru se nachází několik dalších kráterů. Ty byly označeny podle zavedených zvyklostí jménem hlavního kráteru a velkým písmenem abecedy.
| Posidonius | Sel. šířka | Sel. délka | Průměr |
| ---------- | ---------- | ---------- | ------ |
| A          | 31.7° S    | 29.5° V    | 11 km  |
| B          | 33.1° S    | 30.9° V    | 14 km  |
| C          | 31.1° S    | 29.6° V    | 2 km   |
| E          | 30.5° S    | 19.7° V    | 3 km   |
| F          | 32.8° S    | 27.1° V    | 6 km   |
| G          | 34.8° S    | 27.2° V    | 5 km   |
| J          | 33.8° S    | 30.7° V    | 22 km  |
| M          | 34.3° S    | 30.0° V    | 10 km  |
| N          | 29.7° S    | 21.0° V    | 6 km   |
| P          | 33.6° S    | 27.5° V    | 15 km  |
| W          | 31.6° S    | 20.1° V    | 3 km   |
| Y          | 30.0° S    | 24.9° V    | 2 km   |
| Z          | 30.7° S    | 22.9° V    | 6 km   |